# Lonchura stygia
Lonchura stygia là một loài chim trong họ Estrildidae.